# Измайлов, Валентин Денисович
Валентин Денисович Измайлов (1922—1970, Свердловск, РСФСР, СССР) — советский учёный-математик, кандидат физико-математических наук.
Автор 27 научных статей (в основном, по поверхностям аффинных пространств).

## Биография
Родился 24 января 1922 года в селе Ждимир Болховского уезда Орловской губернии (ныне — Знаменского района Орловской области) в семье крестьянина.
После окончания семилетней школы поступил в Болховское педагогическое училище, которое окончил в 1939 году и в этом же году поступил в Московский государственный педагогический институт им. В. И. Ленина; к началу Великой Отечественной войны окончил два курса.
Участник войны с августа 1941 года — работал на оборонительных рубежах под Смоленском. В конце сентября 1941 года был зачислен слушателем Высшего военного гидрометеорологического института Красной армии. До февраля 1943 года окончил три курса института и прошёл четырехмесячные курсы военных метеорологов-синоптиков, после чего служил старшим инженером-синоптиком Управлений гидрометслужбы Южно-Уральского, Сталинградского и Киевского военных округов. С марта 1944 по март 1946 года находился в действующей армии в качестве начальника метеорологических служб 23-го и 8-го отдельных авиационных полков. Имел воинское звание техника-лейтенанта. Его брат Иван также был участником Великой Отечественной войны, пропал без вести в 1941 году.
Был награжден орденами Красной Звезды (18.05.1945), «Знак Почета» (1961), а также медалями «За победу над Германией в Великой Отечественной войне 1941—1945 гг.» (1945), «За взятие Берлина» (1945), «За освобождение Праги» (1945).
После демобилизации из армии, в марте 1946 года, вернулся на учебу в Московский педагогический институт. В 1948 году окончил физико-математический факультет и был оставлен в аспирантуре по кафедре геометрии. В октябре 1951 года защитил кандидатскую диссертацию на тему «геометрия двумерных поверхностей в многомерных плоских аффинных пространствах» и в марте 1952 года был утвержден в ученой степени кандидата физико-математических наук.
До конца жизни работал в Свердловском педагогическом институте, где в 1952—1954 годах был деканом физико-математического факультета. В 1966 году был участником Международного конгресса математиков в Москве.
Умер 20 ноября 1970 года в Свердловске. Похоронен на Широкореченском кладбище города.